# Kurban Höyük
Kurban Höyük ist ein archäologischer Fundplatz im Südosten der heutigen Türkei. Der Ort liegt am Euphrat im Landkreis Bozova der Provinz Şanlıurfa und war vor allem im dritten Jahrtausend v. Chr. dichter besiedelt. Er hatte in dieser Zeit mit etwa 6 Hektar den Charakter einer kleineren Stadt. Teile des Ruinenhügels (Tell) wurden von 1980 bis 1984 zum Teil ausgegraben, bevor der Hügel im See des Atatürk-Staudamms verschwand.
Die Reste der frühbronzezeitlichen Stadt befinden sich auf zwei Hügeln. Die Ausgrabungen fanden an diversen Stellen statt, wobei vor allem Wohnbauten mit steinernen Grundmauern zu Tage traten. Das aufgehende Mauerwerk bestand einst aus Lehmziegeln. Es konnte kein einziges Haus vollständig im Grundriss ausgegraben werden. Eines der Häuser scheint als Heiligtum gedient zu haben. Es fanden sich auch Reste, die eventuell auf eine Stadtmauer hindeuten. Vor allem in der zweiten Hälfte des dritten Jahrtausends v. Chr. (Phase IV). hatte der Ort städtischen Charakter und war auf beiden Hügeln dicht besiedelt. Um 2000 v. Chr. wurde der Ort verlassen und erst wieder im Mittelalter besiedelt. Die Funde belegen Metallverarbeitung vor Ort. Neben zahlreicher Keramik fanden sich Tonfiguren von Tieren, Steinwerkzeuge und Siegel.
Die einzelnen Schichten lassen sich wie folgt zusammenfassen:
- VIII. – mittlere/späte Halaf-Kultur
- VII. – Obed-Zeit (mittlere Kupfersteinzeit)
- VI. – späte Kupfersteinzeit
- V. – Beginn der frühen Bronzezeit
- IV. – Mitte und Ende der frühen Bronzezeit
- III. – Frühe Bronzezeit / Mittlere Bronzezeit
- II. – 9.–10. Jh. Abbasiden
- I. – 12. Jh. Mittelalter